# Маттео I Висконти
Маттео I Великий (15 августа 1250 — 24 июня  1322) — капитан народа и фактический правитель Милана 1287—1302, граф Милана 1311—1322 гг., императорский викарий в Ломбардии 1297—1317 гг. Сын Тебальдо Висконти, племянника архиепископа Оттоне Висконти.

## Восхождение к власти
После того как отец Маттео, Тебальдо Висконти, бывший военачальником своего дяди архиепископа Оттоне Висконти, в 1275 году был взят в плен войсками императора и его союзника Наполеоне делла Торре и обезглавлен в следующем году в Галларате, командование войсками Висконти принял Маттео. В декабре 1287 года, при поддержке архиепископа Оттоне Висконти, Маттео был избран капитаном народа. Он настолько укрепил влияние своей семьи, что в 1289 году смог навязать муниципалитету Милана новые коммунальные статуты, в соответствии с которыми выборы капитана народа передавались Правительственному совету (Consiglio di governo), формируемому архиепископом и состоящему из 12 провизоров и их главы. В 1290 году он стал капитаном народа Верчелли, а в 1292 году — Алессандрии и Комо, а его брат Уберто — подеста Верчелли и Комо.

## Изгнание и возвращение
В 1302 году он был изгнан из города в результате реванша делла Торре, после чего обратился за поддержкой к королю Германии. 
Будучи приверженцем гибеллинов, возможно, оказывал поддержку мятежному главе секты «апостольских братьев» Дольчино, укрепившемуся в 1306 году со своими соратниками на горе Рубелло, но в следующем году разгромленного направленным папой Климентом V войском и казнённым в Верчелли.
27 декабря 1310 года в торжественной обстановке король Генрих VII, прибывший в Милан на коронацию в качестве короля Италии, устроил примирение враждующих домов делла Торре и Висконти. Однако в феврале город восстал против имперской власти. Маттео сразу занял сторону императора. 13 июля 1311 года под стенами Брешиа он получил от Генриха VII имперский викариат на Милан с уплатой крупной суммы денег. Он стал одним из сильнейших представителей итальянских гибеллинов. После этого он был официально признан муниципалитетом в качестве синьора Милана. Маттео собрал собственную сильную наемную армию, к 1315 году ставшую сильнейшей в Северной Италии. При поддержке императора он подчинил своей власти Пьяченцу, Бергамо, Лоди, Кремону, Тортону, Павию, и Новару.

## Враг Святого Престола
Своей резиденцией в Милане Маттео избрал Анжеру — дворец миланских архиепископов, за что вскоре был отлучён тогдашним архиепископом от церкви. Маттео отнёсся к этому факту с показным равнодушием, однако на этом его проблемы с католической церковью только начались.
Новый папа Иоанн XXII (1316–1334), видя в нём опасного для себя вождя гибеллинов, 31 марта 1317 года выпустил буллу, запрещавшую Висконти носить титул имперского викария. Маттео отказался от титула, но в ответ изгнал миланского архиепископа, заменив его своим сыном Джованни. Папа не признал выборы и назначил своего кандидата. 4 января 1318 года Маттео был отлучён от церкви за лишение свободы делла Торре и других гвельфов. Новые отлучения последовали 10 февраля и 6 апреля.
В 1320 году на основании показаний миланского священника Бартоломео Каньолати против Маттео Висконти был начат процесс по обвинению в некромантии с целью убийства папы. Маттео был вызван на допрос в Авиньон, но не явился, сказавшись больным. В декабре начался новый процесс уже против Маттео и его старшего сына Галеаццо по обвинению в ереси, колдовстве, содержании на службе дьяволов, сочувствии  учению фра Дольчино. В список еретиков попали также архиепископ Оттоне и вся женская линия семьи, так как одна из родственниц матери Маттео была сожжена на костре по обвинению в ереси.
14 марта 1321 года Маттео был заочно осуждён, а его имущество объявлено конфискованным. Жители Милана также попали под интердикт. В начале лета следующего же года Маттео Великий умер и был тайно похоронен в неизвестном месте. Новым синьором Милана стал его старший сын Галеаццо I (1277–1328).
В базилике Сан Эусторжио Маттео построил семейную капеллу, в которой был похоронен его брат Уберто.